# Diamant escarlata
El diamant escarlata (Neochmia phaeton) és una espècie d'ocell de la família dels estríldids (Estrildidae)

## Hàbitat i distribució
Habita zones d'herba alta i vegetació de ribera del sud de Nova Guinea i nord-est d'Austràlia.

## Taxonomia
Alguns autors consideren que es tracta en realitat de dues espècies:
- Neochmia phaeton (sensu stricto) - diamant escarlata ventrenegre.[3]
- Neochmia evangelinae (Latham, 1801) - diamant escarlata ventreblanc.[4]